# Micropanope lobifrons
Micropanope lobifrons är en kräftdjursart som beskrevs av Alphonse Milne-Edwards 1880. Micropanope lobifrons ingår i släktet Micropanope och familjen Xanthidae. Inga underarter finns listade i Catalogue of Life.